# Nikola Škrlec Lomnički
Nikola Škrlec Lomnički (lat.  Skerletz de Lomnicza; Skarlecz, Skerlecz; Zagreb, 29. listopada 1729. – Zagreb, 29. siječnja 1799.), hrvatski pravnik, ekonomist i političar iz hrvatske plemićke obitelji Škrlec Lomnički.

## Životopis
Školovao se u Zagrebu, Kisegu, Pešti, Beču, Bolonji i Egeru, nakon čega djeluje u Zagrebu kao bilježnik (od 1754.) i sudac Sudbenog stola (od 1758.). Godine 1761. imenovan je za vrhovnog zemaljskog blagajnika, a dvije godine kasnije za protonotara Hrvatskog kraljevstva. Od 1767. godine član je Kraljevinskog vijeća za Kraljevinu Hrvatsku i Slavoniju i s tog položaja je provodio upravne, gospodarske i prosvjetne reforme. Djelovao je na sređivanju situacije u Severinskoj županiji i Riječkom guberniju nakon što je 1776. godine priključeno Primorja s Rijekom Hrvatskoj.
U razdoblju 1776. – 1785. godine bio je viši ravnatelj škola i studija za Hrvatsku i Slavoniju, pri čemu je znatno doprinio razvoju hrvatskog školstva i prosvjete, primjerice, sudjelovao je u osnivanju Političko-kameralne škole u Varaždinu (1769.) i Kraljevske akademije znanosti u Zagrebu (1776.). Od 1779. do 1782. godine bio je izvjestitelj za Hrvatsku u Ugarskom namjesničkom vijeću.
Godine 1782. imenovan je za velikog župana Zagrebačke županije, no umirovljen je 1785. godine zbog neslaganja s politikom cara Josipa II. Nakon smrti Josipa II. 1790. godine, nastavio je obnašati dužnost velikog župana.
Zastupao je umjereno-reformna stajališta na Ugarsko-hrvatskom saboru 1790. godine i bio je pristaša saveza ugarskog i hrvatskog plemstva protiv bečkog apsolutizma. Zbog toga je bio zagovornik saborskih odluka kojima je dio nadležnosti Hrvatskoga sabora bio prenesen na Ugarsko namjesničko vijeće i Ugarsko-hrvatski sabor. Unatoč tome, protivio se uvođenju mađarskog jezika u Hrvatsku i naglašavao njenu upravno-političku posebnost.

## Važnija djela
- "Opis zemljopisno-političke situacije u Ugarskom Kraljevstvu s obzirom na trgovinu" (Descriptio physico-politicae situationis Regni Hungariae relate ad commercium, 1802.)
- "Nacrt zakona pokrenutih i iznesenih o pitanju javnoga gospodarstva i trgovine" (Projectum legum motivatum in objecto oeconomiae publicae et commercii perferendarum, 1826.)

## Vanjske poveznice
- Nikola Škrlec Lomnički Hrvatska enciklopedija
- Nikola Škrlec Lomnički Proleksis enciklopedija